# كارل بيرغ (منافس ألعاب قوى)
كارل بيرغ هو منافس ألعاب قوى سويدي، ولد في 9 مارس 1883، وتوفي في 9 مايو 1954.

## وصلات خارجية
- كارل بيرغ على موقع أوليمبيديا (الإنجليزية)
- كارل بيرغ على موقع اللجنة الأولمبية السويدية (السويدية)